# تئو اوسوئلی
تئو اوسوئلی (ایتالیایی: Teo Usuelli؛ ۱۳ دسامبر ۱۹۲۰–۱۳ آوریل ۲۰۰۹) موسیقی‌دان و آهنگساز اهل ایتالیا بود.
از فیلم‌هایی که وی در آن‌ها نقش داشته‌است، می‌توان به الاغ طلایی: محاکمه برای حقایق عجیب دربارهٔ لوکیوس آپولیوس، شهروند روم، شیار هلو، انقلاب جنسی، تخت زفاف، مرد، زن و پول، دیلینجر مرده است، مجنون! و طبقه هفتم اشاره نمود.